# Stazione di Kamata
La Stazione di Kamata (蒲田駅?, Kamata-eki) è una stazione ferroviaria metropolitana di Tokyo. Situata nel centro del quartiere di Kamata, accanto al municipio di Ota, è il principale nodo ferroviario per i trasporti dell'area sud di Tokyo.
La stazione è servita dalla Linea Keihin-Tōhoku, della compagnia JR East, e dalle linee Tōkyū Tamagawa e Tōkyū Ikegami, della compagnia Tōkyū.
Nel 2008 sono stati registrati 135.701 accessi al giorno sulla linea gestita dalla compagnia JR East e 150.059 sulle linee della compagnia Tokyu (2006), per un totale di circa 284.155 viaggiatori al giorno (104 milioni all'anno). Questo traffico equivale a più della metà di quello della Stazione di Roma Termini, il più grande scalo ferroviario italiano e il terzo in Europa per volume di viaggiatori.
A circa 700 m a est della Stazione di Kamata si trova la Stazione Keikyū Kamata, collegata a est con il vicino Aeroporto internazionale di Tokyo-Haneda, e a sud-ovest con le città di Kawasaki e Yokohama.
Un progetto prevede l'unione delle due stazioni entro il 2020.

## Configurazione e linee
La Stazione di Kamata si compone di due corpi edilizi che comprendono le stazioni Kamata delle compagnie JR East e Tōkyū.
Gli accessi all'impianto sono tre: due in corrispondenza dei piazzali est (East exit) e ovest (West exit), e uno a sud (South exit) più vicino alle linee Tōkyū.

### JR East

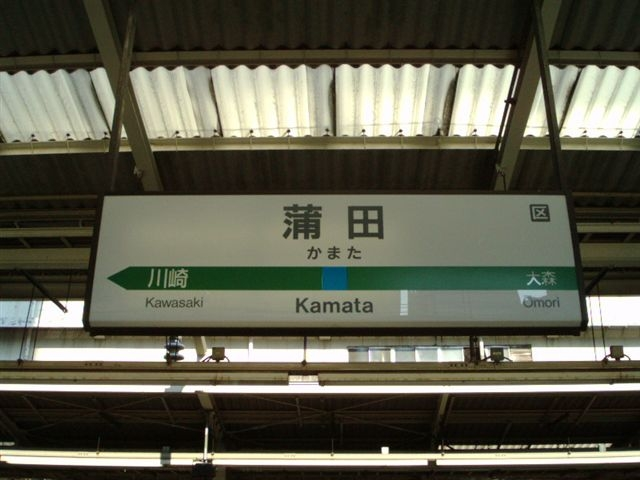
Pannello della linea JR a Kamata

La parte nord della Stazione di Kamata è una stazione di superficie servita dalla Linea Keihin-Tōhoku, gestita da JR East.
I binari sono disposti in direzione nord-sud: a nord verso la Stazione di Ōmiya (Saitama), e a sud verso Kawasaki e Yokohama, fino alla Stazione di Ōfuna (Kanagawa).

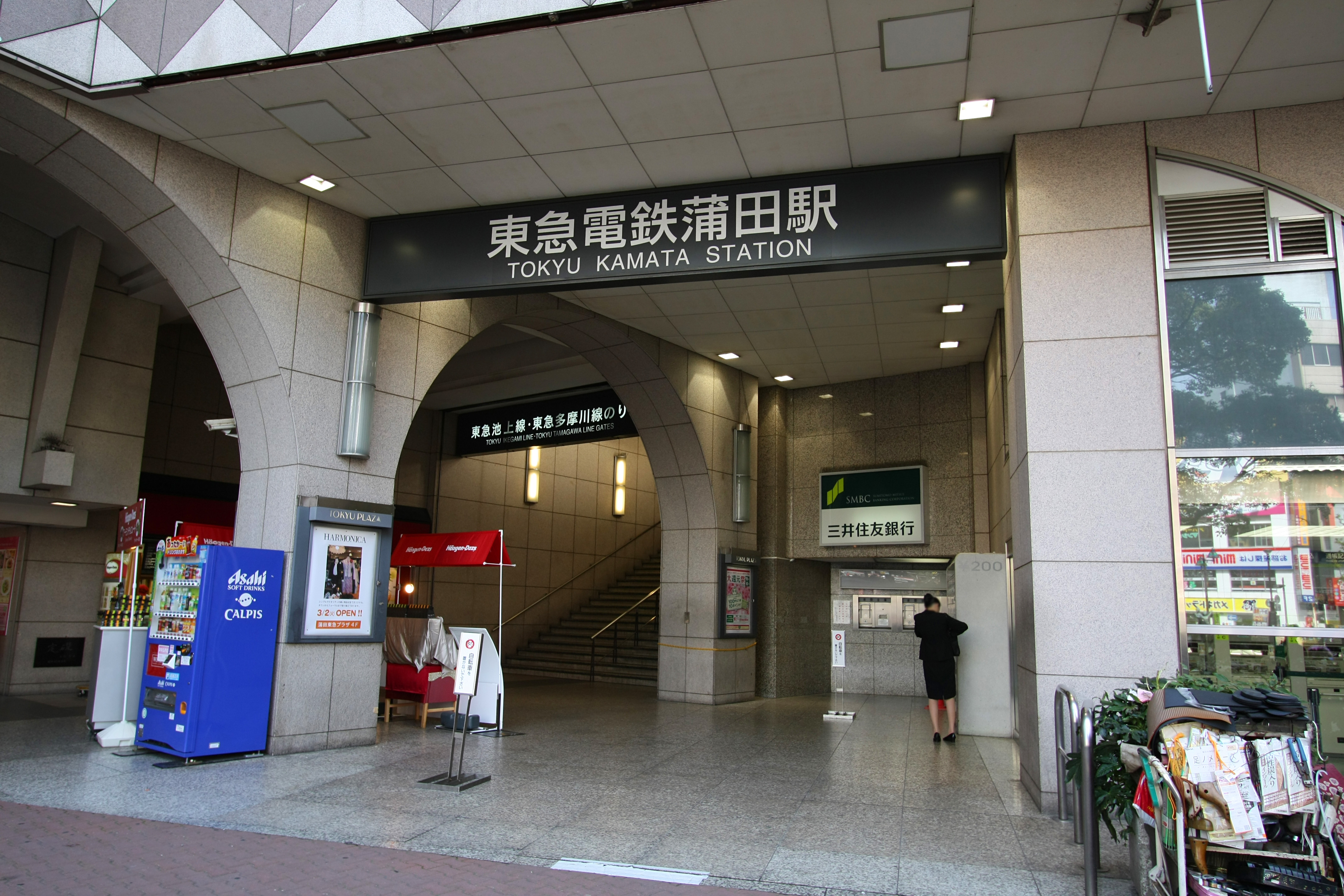
Ingresso alla linea Tōkyū di Kamata

| Binari 1-2 | ■ Keihin-Tōhoku Line | Kawasaki ・ Yokohama ・ Isogo                  |
| Binari 3-4 | ■Keihin-Tōhoku Line  | Shinagawa ・ Tokyo ・ Ueno ・ Akabane ・ Ōmiya |

### Tōkyū
La parte sud-ovest della Stazione di Kamata è una stazione di testa in superficie, gestita dalla compagnia Tōkyū. È il capolinea sud delle linee Tōkyū Ikegami e Tōkyū Tamagawa.
I binari, orientati in direzione ovest, conducono alla Stazione di Gotanda (Linea Tōkyū Ikegami) e alla Stazione di Tamagawa (Linea Tōkyū Tamagawa).
| Binario:1  | ■Tōkyū Ikegami Line  | Ikegami ・ Hatanodai ・ Gotanda |
| Binario 2  | ■Tōkyū Ikegami Line  | Ikegami ・ Hatanodai ・ Gotanda |
| Binario 2  | ■Tōkyū Tamagawa Line | Shimo-Maruko ・ Tamagawa        |
| Binari 3-4 | ■Tōkyū Tamagawa Line | Shimo-Maruko ・ Tamagawa        |

## Servizi
L'esterno è servito, sul lato est da fermate bus e taxi, e sul lato ovest da una fermata dei taxi. Gli edifici della stazione, collegati fra loro da diversi passaggi, accolgono inoltre molti esercizi commerciali disposti su vari livelli.